# Ànec arlequí
L'ànec arlequí (Histrionicus histrionicus) és una espècie d'ànec bussejador de la família dels anàtids (Anatidae). És l'única espècie del gènere Histrionicus.

## Morfologia
- És un petit ànec que fa 38 - 45 cm de llargària, amb un pes de 590 – 726 g els mascles i 500 – 590 g les femelles.
- Bec curt i molt fosc.
- El mascle en època nupcial té un el plomatge gris blavós fosc que de lluny sembla negre, amb els flancs marrons i taques i ratlles blanques al cap, coll i pit. En plomatge d'eclipsi és semblant a la femella, si no fos pel color fosc per sobre, i la manca de color blanc al pit.
- La femella és de color marró fosc uniforme amb el pit blanc, dues taques blanques davant dels ulls i una més nítida darrere.

## Hàbits
Sovint s'agrupen en grans bandades que es mouen simultàniament. Neda graciosament sacsejant constantment el cap. Durant les immersions als corrents ràpids, obri les ales per mantenir l'equilibri. També pot caminar sobre el fons rocós.

## Alimentació
A Islàndia, s'alimenten d'insectes i larves i pupes de mosques. Durant l'hivern també s'alimenten de crustacis i mol·luscs. Obtenen l'aliment bussejant.

## Reproducció
En general són ocells gregaris que es dispersen durant la temporada de cria, si bé les densitats poden ser relativament altes (10 parelles per km de ribera) en hàbitats especialment faborables. No defenen un territori però limiten llur activitat a un tram concret del riu. Els adults utilitzen per niar la mateixa secció de riu any rere any.
Es reprodueixen a l'edat de dos anys. Hi ha poques dades sobre els nius, però sembla que els fan a terra sota arbusts, arbres trencats o cavitats de les roques. Els nius són construïts per les femelles, que els col·loquen a menys de cinc metres de l'aigua.
La femella pon 3 – 7 ous amb una freqüència d'un cada 2 - 4 dies. La incubació comença en pondre l'últim ou i dura uns 28 dies. Els pollets són nidífugs des del naixement.
El mascle abandona el niu al començ de la incubació, i és la femella qui s'encarrega de la cura dels pollets.

## Hàbitat i distribució
Habita en corrents a boscos de muntanya, també a tundra i durant la migració en grans llacs i a la costa. Cria al vessant atlàntic del Canadà, Quebec, Labrador, i probablement altres llocs, però és més freqüent a l'occident del continent, on arriba des d'Alaska fins a Califòrnia. També nia a Islàndia, Groenlàndia i Àsia nord-oriental. Com a divagants arriben fins a la Gran Bretanya, Escandinàvia, Alemanya, França i Itàlia.

## Sistemàtica
No s'han reconegut subespècies. Les poblacions de l'Atlàntic i del Pacífic són molt semblants, si bé sembla que aquests últims tendeixen a ser lleugerament majors.